# Nintendo Entertainment Analysis and Development
Nintendo Entertainment Analysis and Development (EAD) er Nintendos største underafdeling og udvikler af spil. EAD blev startet i 1984 under navnet Nintendo Research & Development Team 4 (Nintendo R&D4). I SNES-perioden skiftede Nintendo R&D4 imidlertid navn til Nintendo EAD. Nintendo EAD ledes af Shigeru Miyamoto.
34°58′11″N 135°45′22″Ø / 34.9697°N 135.7562°Ø